# Maudelle Shirek
Maudelle Shirek (Jefferson, Arkansas, 18 juni 1911 – Vallejo, 11 april 2013) was een Amerikaans politica, die van 1984 tot 2004 in de gemeenteraad van Berkeley heeft gezeten.

## Biografie
Ze werd op 18 juni 1911 geboren als Maudelle Miller in Jefferson, Arkansas en groeide op op een boerderij. In de jaren 1940 verhuisde ze, net als veel andere Afro-Amerikanen, van het Zuiden naar de East Bay in Californië op zoek naar werk. Shirek kwam in Berkeley terecht en hield zich daar bezig met sociale kwesties. Ze trouwde met Brownlee Shirek in de jaren 1960.
Shirek begon haar carrière als raadslid van Berkeley in 1984, nadat ze als directeur van het West Berkeley Senior Center gedwongen met pensioen moest. Ze werd met haar 71 jaar destijds namelijk te oud gevonden voor die functie. Vervolgens vertegenwoordigde Shirek South Berkeley acht termijnen in de gemeenteraad, tot 2004. Ze zette zich met name in voor hiv- en aidsbestrijding en maakte zich sterk voor de armen in de samenleving.